# 山辺里村
山辺里村（さべりむら）は、かつて新潟県岩船郡に存在した村。

## 沿革
- 1889年（明治22年）4月1日 - 町村制施行に伴い、岩船郡山辺里村、西興野村、四日市村、下山田村、上山田村、天神岡村、仲間町、東興野村、坪根村、下相川村、上相川村、日下村が合併し、山辺里村が成立。
- 1901年（明治34年）11月1日 - 岩船郡門前谷村と合併し、山辺里村を新設。
- 1915年（大正4年）1月 - 村役場が移転[1]。
- 1954年（昭和29年）3月31日 - 岩船郡村上町、岩船町、瀬波町、上海府村と合併し、市制施行して村上市となり消滅。